# Músculo condroglosso
O músculo condroglosso é um músculo da língua.